# Der weiße Büffel
Der weiße Büffel (Originaltitel: The White Buffalo) ist ein US-amerikanischer Western aus dem Jahre 1977, der unter der Regie von J. Lee Thompson entstand. Drehbuchautor Richard Sale schrieb auch die zwei Jahre zuvor veröffentlichte gleichnamige Romanvorlage. In den Hauptrollen agieren Charles Bronson, Jack Warden und Will Sampson.

## Handlung
Die Handlung spielt gegen Ende des Jahres 1874. Der alternde Trapper und legendäre Revolverheld Wild Bill Hickok wird von wiederkehrenden Alpträumen geplagt, in denen er von einem weißen Büffel angegriffen wird. Als er erfährt, dass noch ein Exemplar in den Black Hills für Angst und Schrecken sorgt, beschließt er, Jagd auf das Untier zu machen, um endlich seinen inneren Frieden wieder zu erlangen.
Er reist unter dem Namen James Otis, wird jedoch von alten Feinden wiedererkannt, weshalb es zu mehreren Schießereien kommt. Von Poker Jenny, einer ehemaligen Geliebten, erfährt er, dass der Büffel ein Indianerdorf vernichtet hat. Zusammen mit seinem Partner, dem Veteranen Charlie Zane, begibt sich Bill in das Gebiet der Sioux, wo sich dem Duo der einsame Indianer Crazy Horse anschließt. Dieser nennt sich selbst nur mehr Wurm, seitdem der weiße Büffel seine kleine Tochter zu Tode getrampelt hat. Aus diesem Grund hat Crazy Horse mit der Bestie selbst eine Rechnung zu begleichen. So erlegen Indianerhäuptling und Westerner am Ende gemeinsam den letzten weißen Büffel.

## Hintergrund
- Der Film wurde vorwiegend in Colorado, aber auch in Los Angeles und New Mexico gedreht.[3]
- Charles Bronson trägt im Film häufig eine dunkle Sonnenbrille, was historisch insofern korrekt ist, da beim von ihm gespielten James Butler Hickok im Jahr 1876 die Augenkrankheit Grüner Star diagnostiziert worden war (die Büffel-Episode ist freilich reine Fiktion).[2]
- Die Produktion des Films übernahm Dino De Laurentiis. Dieser produzierte Mitte der 1970er Jahre weitere Filme, in denen es um wilde Bestien geht, dazu zählt auch Orca, der Killerwal.[2]
- Dies war der vorletzte Western, in dem Bronson auftrat (es folgte nur noch Yukon von 1981).[2]

## Kritiken
„Ein nur mäßig spannender Monsterfilm im Gefolge von "Der weiße Hai" und "King Kong", der mit einem Western allenfalls die Szenerie und die Kostüme gemein hat. Der psychedelisch verbrämte Unsinn ist streckenweise von unfreiwilliger Komik.“

„Die Macher des mythischen Monster-Western ließen sich vom Kinohit „Der weiße Hai“ und von Herman Melvilles Roman „Moby Dick“ inspirieren. Die Produktionsfirma ahnte offenbar, dass Bronson-Fans ihren Star nicht als Psychowrack sehen wollen und brachte den Film nur in wenige Kinos. Fazit: Laue Western-Version vom weißen Wal.“